# Олександр Черкавський
Олександр Черкавський (пол. Ołeksandr Czerkawski; 10 грудня 1886 — 13 березня 1932, Яворів) — український громадський діяч, правник, член ЦК УНДО, сенатор 2-го терміну, обраний у Станіславівському воєводстві.